# Розновски, Вик
Виктор Джозеф Розновски (англ. Victor Joseph Roznovsky; 19 октября 1938, Шайнер, Техас — 18 января 2022, Фресно, Калифорния) — американский бейсболист, кэтчер. Выступал в Главной лиге бейсбола с 1964 по 1969 год. Победитель Мировой серии 1966 года в составе клуба «Балтимор Ориолс».

## Биография

### Ранние годы и начало карьеры
Виктор Розновски родился 19 октября 1938 года в Шайнере в штате Техас. Учился в католической начальной школе святой Людмилы, окончил старшую школу святого Павла. Во время учёбы он играл за школьную баскетбольную команду, а бейсболом занимался в свободное время. На соревновательном уровне Розновски начал выступать только в 1957 году в составе любительской команды «Шайнер Клипперс».
В том же году он участвовал в просмотре в тренировочном лагере «Питтсбурга» и подписал с командой контракт. Тренерам клуба понравилась сила его руки. Сначала Розновски пробовали на позиции аутфилдера, но ему не хватало скорости и его перевели на место кэтчера. В 1958 и 1959 годах он играл за фарм-клуб «Пайрэтс» из Сан-Анджело, отбивая с эффективностью 29,0 %.
После окончания сезона 1959 года во время драфта игроков младших лиг Розновски был выбран Сан-Франциско Джайентс. В 1960 году он выступал на уровнях D и C-лиг за «Куинси» и «Фресно». В тот же период он познакомился со своей будущей женой Бернадетт Спано, а Фресно стал для него новым домом. В 1961 году Розновски был переведён на уровень A-лиги и выступал за «Спрингфилд Джайентс», отбивая с показателем 29,0 %. Сезоны 1962 и 1963 годов он провёл в составе «Эль-Пасо Сан Кингз», где установил личные рекорды по количеству даблов и хоум-ранов.

### Главная лига бейсбола
В конце 1963 года Розновски был выбран «Чикаго Кабс» на драфте игроков младших лиг. Сразу же после этого он был направлен в команду AAA-лиги «Солт-Лейк-Сити Биз». В июне 1964 года кэтчер «Кабс» Джимми Шаффер сломал запястье, после чего Розновски был вызван в основной состав клуба и дебютировал в Главной лиге бейсбола. Регулярный чемпионат он завершил с 15 выбитыми хитами и показателем отбивания 19,7 %.
В 1965 году «Кабс» задействовали четырёх кэтчеров, но Розновски получил больше игрового времени, чем другие. Он принял участие в 71 матче, отбивал с показателем 22,1 %, а показатель надёжности его игры в защите составил 98,4 %. В декабре клуб приобрёл у «Сан-Франциско» кэтчера Рэнди Хандли, ставшего главным претендентом на место в стартовом составе. В конце марта 1966 года Розновски был обменян в «Балтимор Ориолс».
В новой команде он тоже начал выступления с фарм-системы, но в июне был переведён в главную команду «Ориолс». До конца сезона Розновски выполнял обязанности запасного кэтчера, приняв участие в 41 матче с показателем отбивания 23,7 %. В матчах победной Мировой серии против «Лос-Анджелес Доджерс» он участия не принимал. В межсезонье ему была сделана операция на позвоночнике.
Сезон 1967 года Розновски снова начал в фарм-команде и был возвращён в состав «Ориолс» в конце мая, когда у основного кэтчера Энди Эчебаррена начался спад. Он принял участие в 45 матчах регулярного чемпионата, отбивая с эффективностью 20,6 %. В межсезонье «Балтимор» усилил позицию кэтчера Элродом Хендриксом и места в основном составе для Розновски уже не было. Весь сезон 1968 года он отыграл в AAA-лиге в клубе «Рочестер Ред Уингз». Весной 1969 года клуб обменял его в «Филадельфию».
В составе «Филлис» Розновски оказался третьим кэтчером и шанса проявить себя не получил. Он выходил на поле лишь в тринадцати матчах, выбив три хита. Сезон 1969 года стал последним в его профессиональной карьере. Суммарно он провёл в Главной лиге бейсбола пять лет, сыграв 205 матчей при показателе отбивания 21,8 %. В младших лигах он отыграл десять сезонов.

### После бейсбола
Закончив играть, Розновски вернулся во Фресно, где работал в строительной компании Spano Enterprises, принадлежавшей его тестю. Позднее он занимал должность президента Ассоциации строительной промышленности долины Сан-Хоакин. В 1975 году он вступил в Ассоциацию ветеранов бейсбола. Вместе с супругой они вырастили троих детей.
Вик Розновски скончался 18 января 2022 года в возрасте 83 лет.